# Laporje, Velike Lašče
Laporje este o localitate din comuna Velike Lašče, Slovenia, cu o populație de 41 de locuitori.